# Google Scholar
Google Scholar або Google Академія — пошукова система вільного доступу, яка індексує повний текст наукових публікацій всіх форматів і дисциплін. Дата виходу бета-версії — листопад 2004 року. Індекс Google Scholar включає в себе більшість рецензованих онлайн-журналів Європи та Америки найбільших наукових видавництв. За функціями схожий на вільно доступні системи Scirus від Elsevier, CiteSeerX і getCITED. Рекламний слоган Google Scholar — «стояти на плечах гігантів» — це данина вченим, які внесли свій вклад у свої галузі протягом століть, забезпечуючи основу для нових наукових досягнень.
Академія Google не надає дані про точну кількість проіндексованих робіт, проте, за попередніми підрахунками, на 2019 рік їх було не менше 390 млн. Незважаючи на відсутність достовірних даних про розмір бази, портал вважається найбільшою у світі академічною пошуковою системою, зі ступенем охоплення до 90 % всіх англомовних статей.

## Історія
Google Scholar виник з обговорення між Алексом Верстаком (Alex Verstak) і Анурагом Ачарья (Anurag Acharya), обидва потім працювали над створенням основного вебіндексу Google.
У 2006 році у відповідь на випуск Windows Live Academic Search від Microsoft, потенційного конкурента для Google Scholar, була реалізована функція імпорту цитат з використанням бібліографічних менеджерів (таких як RefWorks, RefMan, EndNote і BibTeX). Подібні можливості також реалізовані в інших пошукових системах, таких як CiteSeer і Scirus.
У 2007 році Ачарья оголосив, що Google Scholar почав програму з оцифрування та хостингу журнальних статей за угодою з видавцями, окремо від Google Books, чиї скани старих журналів не включають метадані, необхідні для пошуку конкретних статей у конкретних областях.

## Особливості і технічні характеристики
Google Scholar дозволяє користувачам здійснювати пошук цифрової або фізичної копії статей, онлайн або в бібліотеках. «Наукові» результати пошуку генеруються з використанням посилань із повнотекстових журнальних статей, технічних звітів, препринтів, дисертацій, книг та інших документів, у тому числі обраних вебсторінок, які вважаються «науковими». Оскільки більшість наукових результатів пошуку Google це прямі посилання на комерційні журнальні статті, більшість користувачів зможуть тільки отримати доступ до короткої анотації статті, а також невелику кількість важливої інформації про статтю, і, можливо, доведеться заплатити за доступ до повної статті. У Google Scholar так само легко використовувати і звичайний вебпошук Google, особливо за допомогою «Розширеного пошуку», який може автоматично звузити результати пошуку по конкретних журналах або статтях. Найбільш значущі результати пошуку за ключовими словами будуть перераховані, по-перше, в порядку рейтингу автора, кількості посилань, які пов'язані з ними, їх ставлення до іншої наукової літератури, а також рейтингу публікацій журналу, в якому вона надрукована.
Завдяки своїй функції «цитується в», Google Scholar надає доступ до анотацій статей, в яких процитована стаття, котра розглядається. Саме ця функція, зокрема, забезпечує індекс цитування, який раніше був доступний тільки в Scopus і Web of Knowledge. Завдяки своїй функції «Статті по темі», Google Scholar представляє список тісно пов'язаних статей, ранжованих, у першу чергу, по тому як схожі ці статті на первинний результат, але також з урахуванням значущості кожної статті.
Google Scholar дозволяє користуватися своїми сервісами різним категоріям користувачів, забезпечуючи їм можливості для створення індивідуальних профілів вчених, профілів наукових періодичних видань, колективів (кафедр, факультетів) та корпоративних профілів цілих установ з правами їх оперативної та зручної модерації. Крім того, Google Scholar володіє дуже зручним і функціональним сервісом, що дозволяє експортувати наукометричний контент в аналогічні (споріднені) сервіси інших наукометричних баз даних. Приклад — ORCID та ResearcherID. Перший з них присвоює кожному вченому унікальний 16-значний номер (відкритий ідентифікатор дослідника і автора досліджень) та дозволяє також розв'язати проблему свідомого чи випадкового застосування омогліфів при написанні прізвищ вчених.

## Алгоритм ранжування
Хоча більшість академічних баз даних та пошукових систем дозволяє користувачам вибрати один з факторів (наприклад, актуальність, кількість цитат чи дата публікації) для ранжування результатів, Google Scholar ранжує результати за допомогою комбінованого алгоритму ранжування, який діє, бо це «роблять дослідники, враховуючи повний текст кожної статті, автора, видання, в якому стаття опублікована, і як часто вона була процитована в іншій науковій літературі». Дослідження показали, що Google Scholar надає особливо великої ваги кількості цитат і слів, включених в заголовок документа. Як наслідок, перші результати пошуку часто містять досить цитовані статті.

## Обмеження і критика
Деякі користувачі вважають Google Scholar порівнянним за якістю і корисністю із комерційними базами даних.
Значною проблемою Google Scholar є брак даних про його охоплення. Деякі видавці не дозволяють йому індексування своїх журналів. Журнали Elsevier не були включені в індекс до середини 2007 року, коли Elsevier зробив велику частину свого вмісту на ScienceDirect доступним для Google Scholar в вебпошуку Google. Станом на лютий 2008 року як і раніше відсутні самі останні роки з журналів Американського хімічного товариства. Google Scholar не публікує список наукових журналів, що індексуються. Частота його оновлення також невідома.
Це призводить до того, що публікації індексуються з затримкою або можуть зовсім не з'явитися в профілі вченого. Можливе також некоректне відображення наукометричних показників в індивідуальному профілі вченого. Хоча ці недоліки можуть бути усунені завдяки інструменту додавання статей вручну, який передбачено в Google Scholar, та дає можливість додати свою статтю до індивідуального профілю.